# Birgit Scherzer
Birgit Scherzer (* 14. Juli 1954 in Stollberg im Erzgebirge) ist eine deutsche Choreographin.

## Leben
Scherzer wurde 1954 als Tochter einer Montiererin und eines Zimmermanns geboren. Sie absolvierte 1973 ihr Abitur in Stollberg. Danach schloss sie bis 1976 an der Palucca-Schule in Dresden eine Tanzausbildung ab. Sie erhielt diverse Engagements als Tänzerin und Choreografin am Landestheater Halle und der Komischen Oper Berlin. Von 1991 bis 1999 war sie Choreographin und Leiterin des Balletts des Saarländischen Staatstheaters in Saarbrücken, ab 2000 freischaffende Choreografin und Regisseurin und seit 2001 Professorin an der Hochschule für Schauspielkunst „Ernst Busch“ in Berlin. Von 2006 bis 2009 war sie Ballettdirektorin und Chefchoreografin am Tiroler Landestheater Innsbruck. Seit 2009 ist sie wieder freischaffend tätig.

## Filmografie
- 1986: Wahlverwandtschaften (Studioaufzeichnung)
- 1987: Die erste Reihe (Fernsehfilm)
- 2021: In Bewegung bleiben